# 런던 스코티시
런던 스코티시 풋볼 클럽(London Scottish F.C.)은 1878년 창단한 잉글랜드 런던 리치몬드의 럭비 팀이다. 홈구장은 어슬레틱 그라운드이며 현재 내셔널 리그 1에 참가하고 있다.

## 같이 보기
- 런던 웰시